# Éva (Biblia)
Éva (héberül: חַוָּה 'Ḥawwāh,' arabul:  حَوَّاء Ḥawwā, görögül: Εὕα Heúa, szírül: ܚܘܐ) a teremtéstörténet egyik alakja a Bibliában és a Koránban. Az ábrahámi vallások alapján az első nő volt a földön, aki Ádám felesége volt.
Mózes első könyvének második fejezete alapján Évát Isten (JHVH) teremtette Ádám egyik oldalbordájából, azért hogy Ádám segítőtársa lehessen. Enged a kígyó kísértésének és eszik a tiltott gyümölcsből a jó és rossz tudásának fájáról.  Megkínálja Ádámot is a gyümölccsel, ami után az kiűzetnek az Édenkertből. Keresztény egyházak különböző nézeteket vallanak Ádám és Éva engedetlenségével (gyakran nevezve az ember bukásának) és az azt követő következményekkel kapcsolatban. Keresztény és zsidó tanítások gyakran különböző mértékű vétkességet és felelősséget tulajdonítanak Ádámnak (az első ember) és Évának a bukásért, míg az iszlám mindkettőjüket egyenlően tartja felelősnek.
Bár Éva nem egy szent neve, a hagyományos Ádám és Éva nevek napja december 24-én van megtartva, számos európai országban, mint például Németország, Magyarország, Skandinávia, Észtország és Litvánia.

## Etimológia

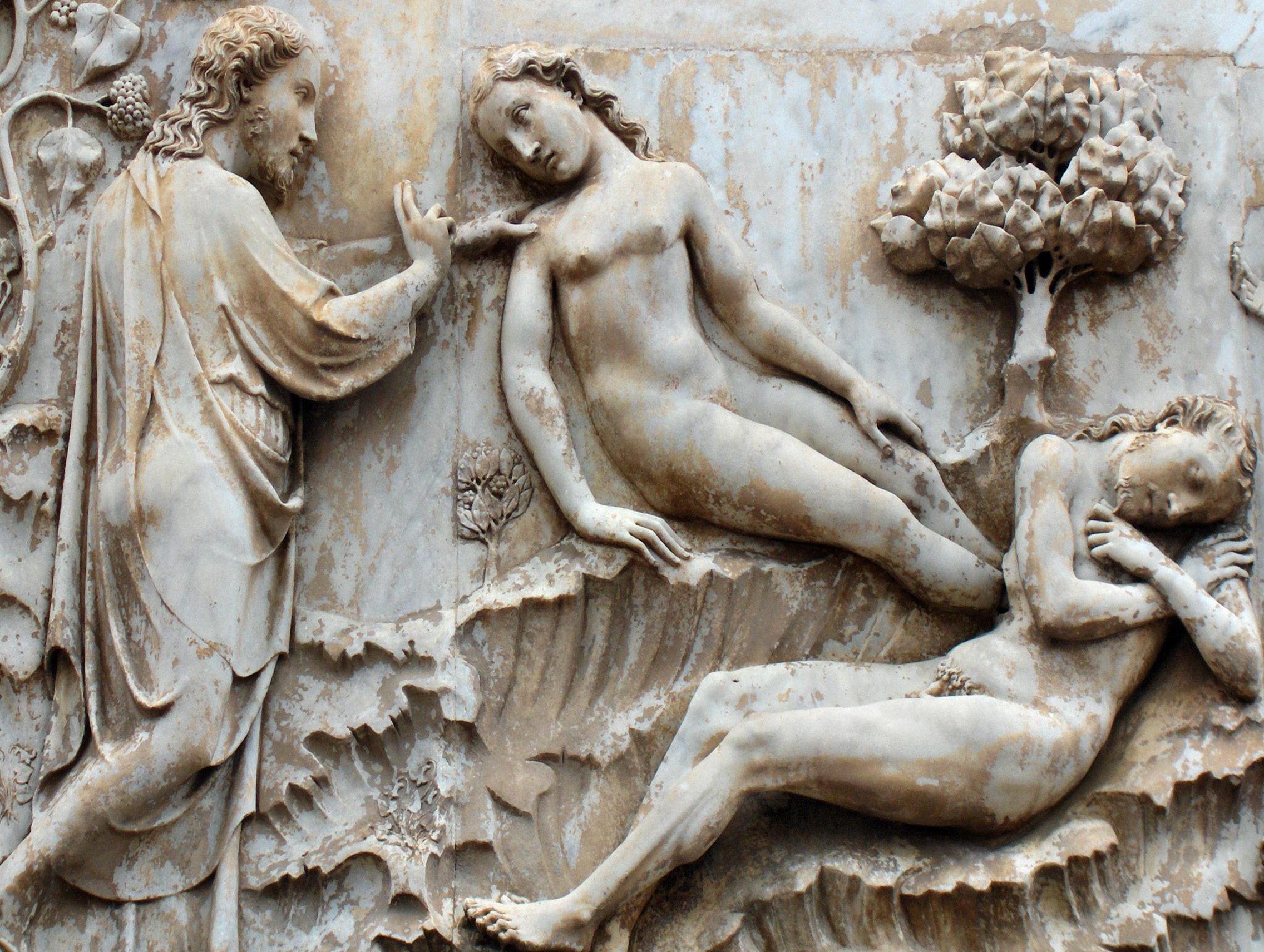
Éva teremtése
Márvány metszet, Lorenzio Maitani alkotása az Orvietoi Katedrálison, Olaszország

"Éva" héberül "Ḥawwāh", aminek legelfogadottabb jelentése "az élő" vagy "az élet eredete", mivel fonetikusan hasonlít a "ḥāyâ" szóhoz, ami azt jelenti, hogy "élni"; a sémi eredetű hyw gyökszóból származik.
Hawwāh gyakran a hurrik egyik istennőjével, Hebattal kerül összefüggésbe, akit az Amarna-levelek leírásai alapján a késői bronzkorban istenként dicsőítettek Jeruzsálemben. Néhány feltevés alapján a Hebat név a Kuabau névből származhat, aki III. uri dinasztia kisi uralkodója volt.
Az asera istennője, El(istenség) felesége, elohim édesanyja, a Kr.e. első évezredben megkapta a Chawat címet, amiből az arámi Hawwah származik, amiből pedig a magyar Éva szó.
Számos feltevés alapján a héber Éva név (חַוָּה) szinonimája az arámi nyelv "kígyó" szavának (ó-arámi nyelv: חוה, palesztini héber arámi חִוְיָא). Ennek a hipotézisnek az alapja a Rabbah teremtés könyvének 20:11-ben megjelenő rabbinikus szójátéka, amiben a héber Chavvah és az arámi chivviya nagy hasonlóságokkal bírnak. Habár jelentősége a rabbinikus hagyományokban nem hanyagolható el, mégis ideológiáját számos tudós elvetette, mint például Julius Wellhausen vagy Theodor Nöldeke.

## Mózes első könyvében

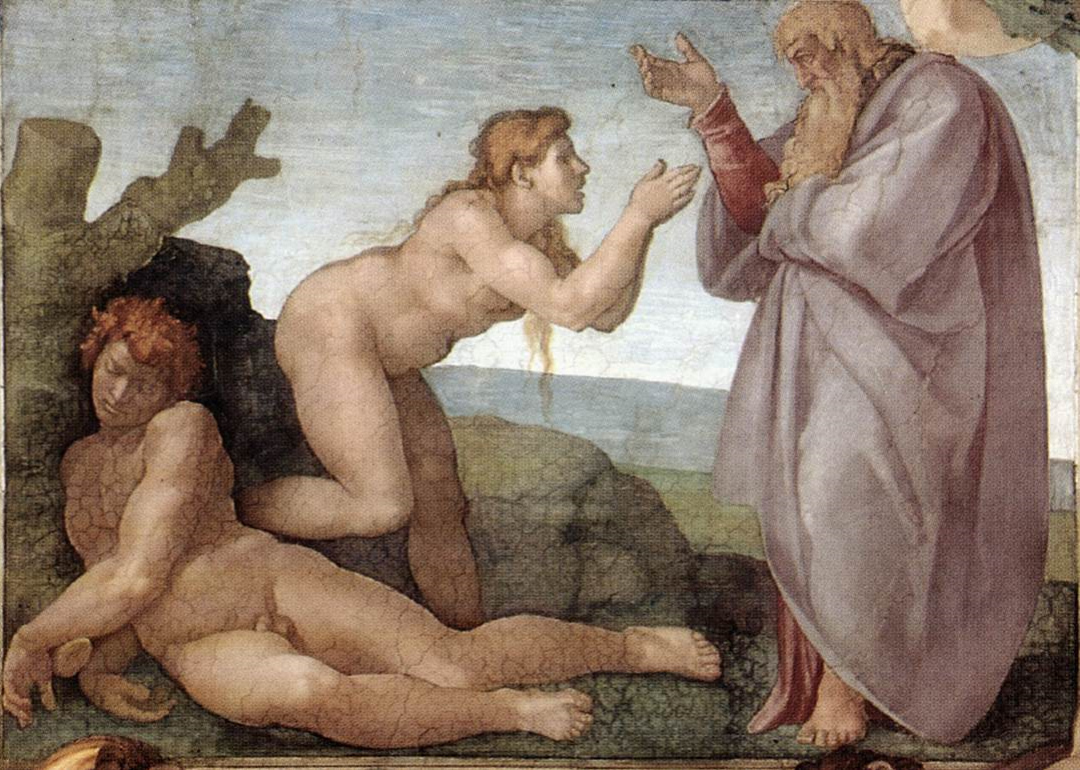
Éva teremtése, a A Sixtus-kápolna mennyezetfreskója,Michelangelo

### Teremtés

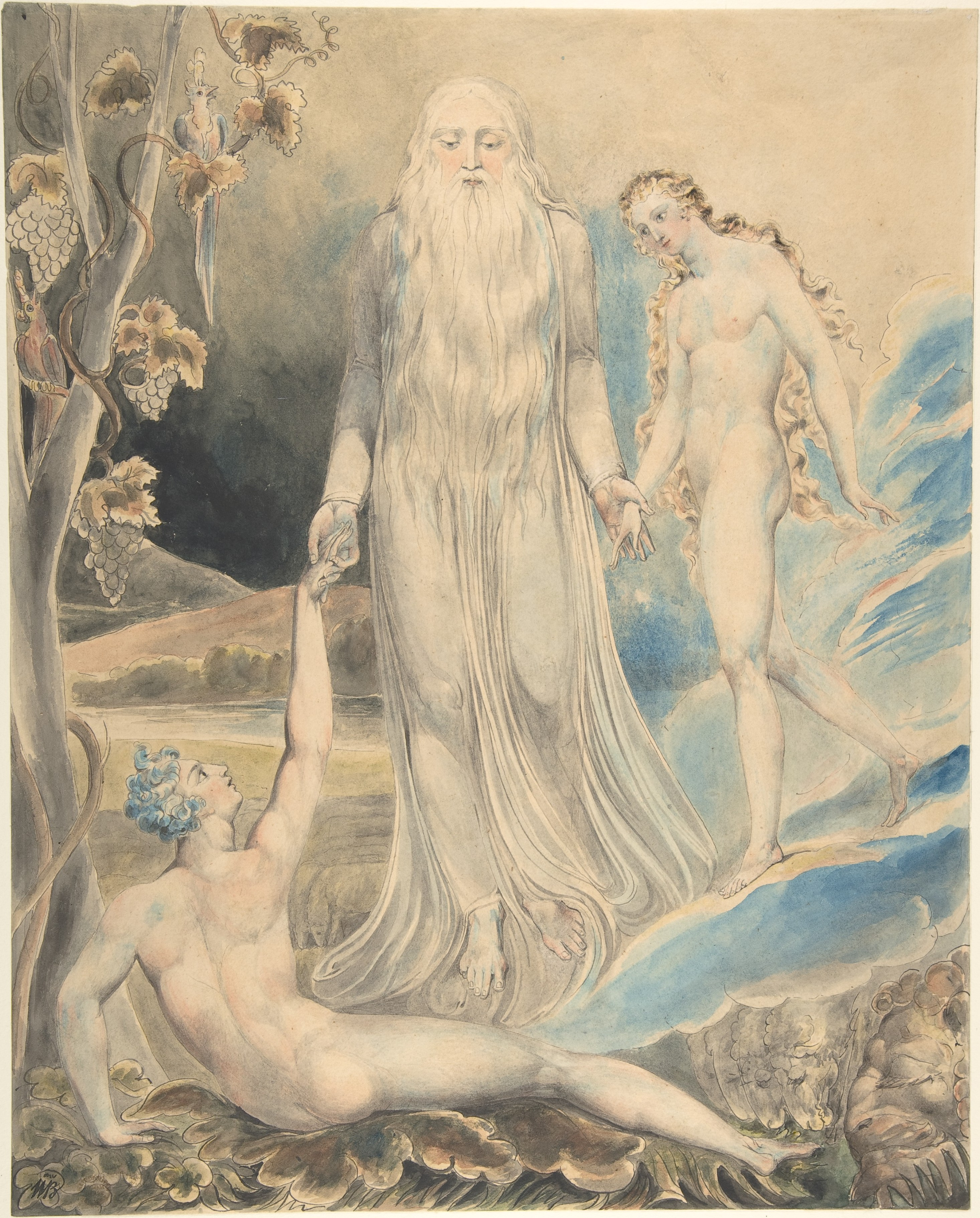
William Blake ceruza illusztrációja Éva teremtéséről a „És ő lesz nőnek hívva”. Az mű születése kb. 1803–05. Jelenleg a Metropolitan Művészeti Múzeum birtokában van

Az 1Móz 2: 18–22-ben az asszony ezer ki-negdo-nak van teremtve, ami egy különösen nehezen lefordítható kifejezés. A Ki-negdo jelentése "mellette, ellene, vetélytársa neki", az ezer jelentése pedig aktív beavatkozás egy másik személy nevében. A nőt ishah-nak van nevezve, aminek magyarázata az, hogy ish-ből származik, vagyis a "férfiből"; a két szó valójában nincs kapcsolatban egymással. Később, miután az Éden története véget ért, új nevet kap, Ḥawwāh (Éva). Ennek jelentése héberül "élő" egy olyan gyökszóból, ami "kígyót" is jelenthet. Az ősi szövegértelmező hagyomány szerint a férfi bordájának használata a két fél méltóságának egyenlőségét jelképezi.
Isten Évát eszerint a szó alapján teremtette "אַחַת מִצַּלְעֹתָיו" (tsela), aminek fordítása "egy az ő bordái közül". Ez azonban kanyart, sántítást, vetélkedést, oldalt is jelenthet. Modern feminista teológiai szövegértelmezések alapján a helyes fordítás az oldal szó lehet, mivel a nő a férfi egyenlő társa, nem pedig az alárendeltje. Egy viszonylag friss feltevés alapján, ami szerint a nőknek és férfiaknak ugyanannyi bordájuk van, az a csont valójában a "pénisz csont" lehetett, ami számos emlős nemi szervében megtalálható, kivéve az emberében.

### Az Édenből való kiűzetés

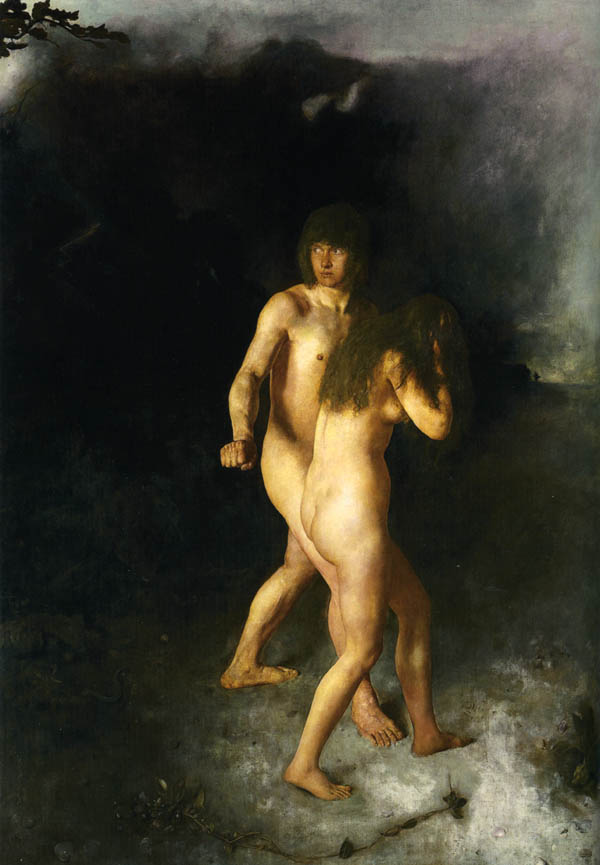
Ádám és Éva kiűzetik az Édenből, Hans Heyerdahl, 1877

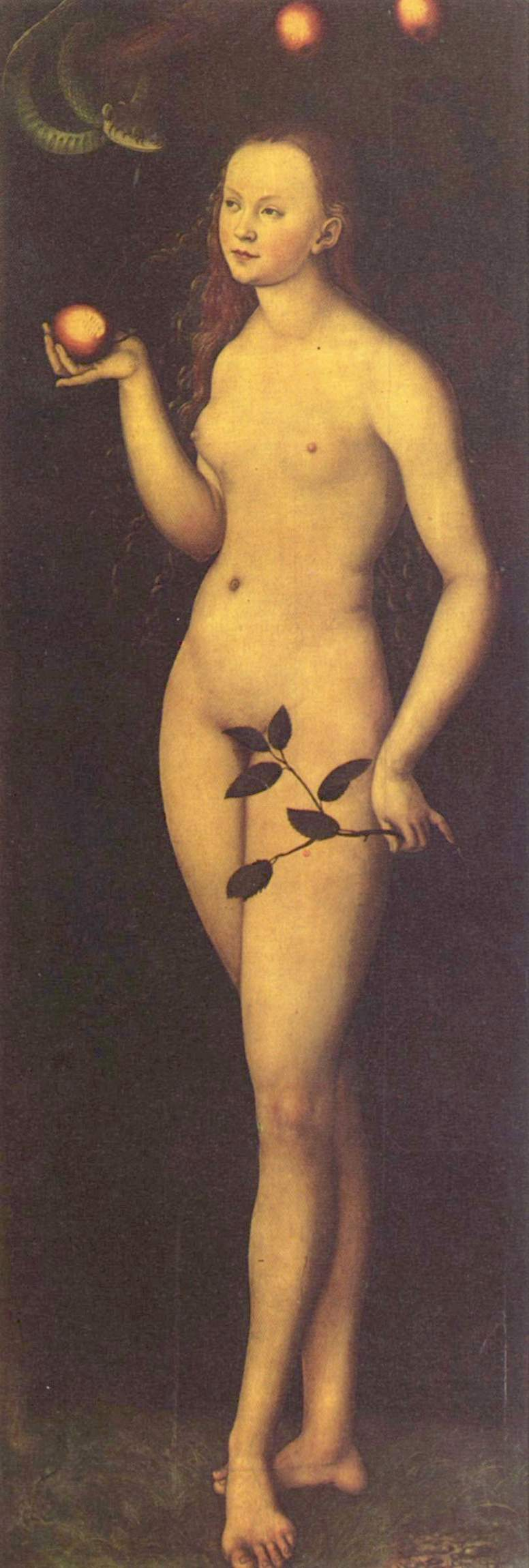
Éva : Lucas Cranach az idősebb (1528)

Éva megjelenik az 1Mózes 3. fejezetében leírt Édenből való kiűzetésről, ami egy példabeszédnek tekinthető. Ez a narratív rész Jahvista forrásnak tulajdonítható a JHVH használata miatt.
Az Édenből való kiűzetési narratív után egy párbeszéd figyelhető meg egy lábakkal rendelkező kígyó (valószínűleg hasonló a Babiloni Istár-kapun ábrázolt kígyóhoz) és a nő között (3:1-5). A kígyó a 2 fejezet 19. versében úgy van megemlítve, mint egy  JHVH által teremtett állat. Az asszony hajlandó szóba állni a kígyóval és válaszolni a teremtmény Isten tiltása ellen célzott cinizmusára (2:17). A kígyó közvetetten megkérdőjelezi JHVH parancsolatát. Ádám és az asszony bűnbe esnek (3:6-8). JHVH ezután kérdőre vonja az asszonyt, aki a kígyót hibáztatja, akit Isten ezután megátkoz, hogy a hasán csússzon és ezáltal elveszítse a lábait. 

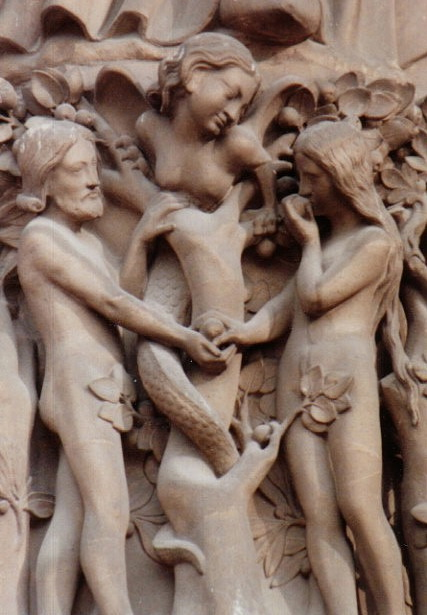
Ádám. Éva, és a (nő) kígyó a párizsi Notre Dame-székesegyház bejáratánál.

Ezután három ítélet isteni kijelentése kerül sor minden bűnös ellen (3: 14–19). A kígyóra, majd az asszonyra és végül Ádámra. Miután a kígyót megátkozta az Úr, a nő büntetést kap, amely két elsődleges szerepet játszik: gyermeknevelés és a férjével való alárendelt kapcsolat. Ádám büntetése következik. Ádám reakciója, Éva elnevezése és JHVH bőrből való ruha készítése tömör narratívként van összefoglalva (3:20-21).

### Az emberiség anyja
Évát (és a többi összes nő utána) a szülésben szenvedő életre, és férje hatalma alá ítéli Isten. Ádámnak és Évának két fia született, Káin és Ábel (Qayin és Heḇel). Az első egy földműves, a második pedig juhpásztor. Ábel halála után Éva újból fiút szült, Sétet (Šet), akitől Noé (ezáltal a ma élő emberiség) származik. Mózes első könyve alapján Sét születésekor Ádám 130 éves volt. Az 1Mózes 5:4 leírása alapján Évának több fia és lánya is született Káin, Ábel és Sét után.

## Egyéb művekben

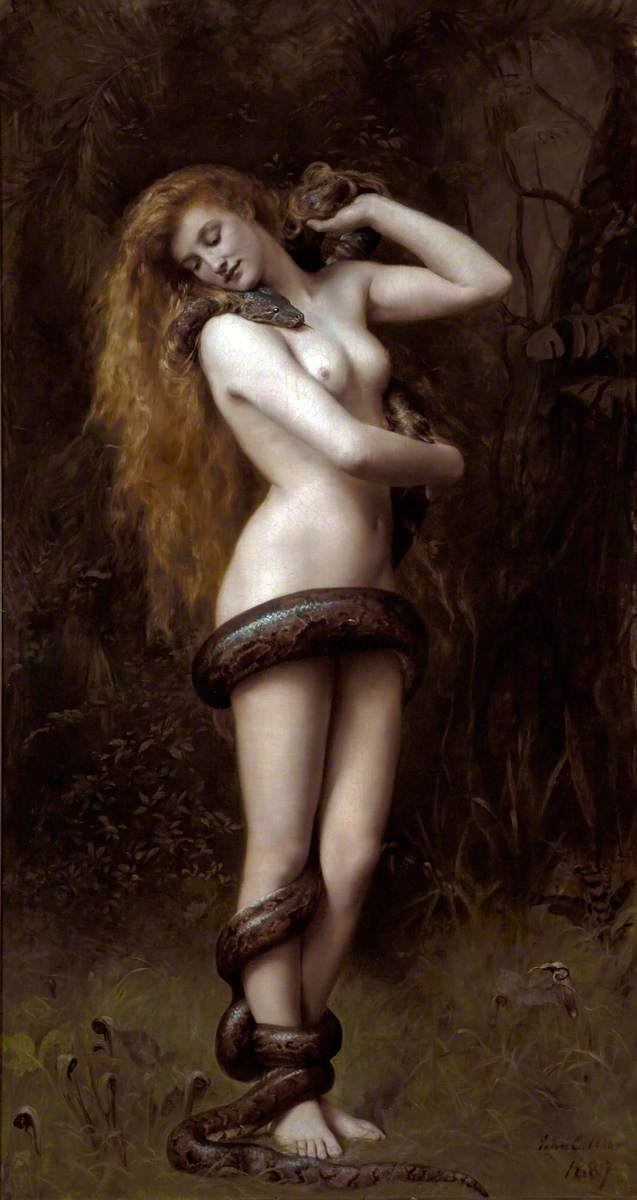
Lilit, John Collier, 1887

Afféle koncepciók, mint például a kígyó a Sátánnal való egyezése, Éva bűnének oka a szexuális vágy vagy Ádám felesége Lilit, olyan irodalmi művekből származnak, mint például a zsidó apokrif iratok, viszont a Tórában és Mózes első könyvében sem található meg. A fontosabb ideológiákat később a kereszténység is átvette, viszont a modern judaizmus már nem. Ez radikális szétválást jelentett a két vallás között. Néhány a legősibb zsidó apokrif iratok közül az Elsődleges ádámi irodalomként vannak számon tartva, amiknek néhány részük később keresztény jellemzőket öltöttek magukra. Efféle keresztény hatású művek az Ádám és Éva könyve, ami úgy is ismert, mint Ádám és Éva konfliktusa a Sátánnal,
- A zsidó Ben-Sira ábécéje c. könyvben, Éva Ádám „második felesége”, és Lilit az első. Ebben az alternatív változatban, ami Európába keletről érkezhetett kb. a 6. században, Lilit egyszerre lett teremtve, ugyanabból a földből (sumér megfelelője Ki), amiből Ádám, egyenlő társként. Más kultúrában szereplő megfelelői: a sumér Ninlil felesége, Enil, a babiloni Lilitu. Lilit megtagadja azt, hogy Ádám alatt aludjon, vagy neki szolgáljon. Mikor Ádám próbálta őt efféle pozícióba kényszeríteni, Lilit felrepült az égbe, ahol démonokkal közösült, minden nap elteltével több százszor teherbe esve. Isten három angyalt küldött utána, akik megfenyegették, hogy ha nem tér vissza Ádámhoz, elpusztítják az ivadékait. Ő ennek ellent mondott, ami következtében Isten egy második nőt teremtett Ádámnak, az ő oldalbordájából.
- Ádám és Éva élete és annak görög megfelelője, Mózes apokalipszise olyan irodalmi művek gyűjteménye, amik Ádám és Éva életét írják le az Édenből való kiűzetéstől egészen a halálukig.

## Vallásos nézetek

### Judaizmus
Az első teremtéstörténetben (Elohim) a narratív szerint "Isten képmására teremtette, férfivá és nővé teremtette őket" (1Móz 1:27), ami utalhat a férfi és nő együttes teremtésére. Míg a második szemlélet szerint JHVH Évát Ádám bordájából alkotta, mivel magányos volt (1Móz 2:18). A két nézet ellentmondásos voltának elkerülése érdekében, középkori rabbik úgy interpretálták az egészet, hogy a második elméletben szereplő Éva és az elsőben szereplő nő két különböző személyek voltak: Éva és Lilit.
A Midrash Rabbah VII:1 alapján "férfinak és nőnek teremtette", ami szerint eredetileg Isten hermafroditának teremtette Ádámot. Eszerint tehét adam testileg és lelkileg is nő és férfi volt egyszerre. Isten később úgy dönt, hogy "nem jó adamnak egyedül lenni" ezért megteremti a két különböző személyt, Ádámot és Évát. Ez azt az ideológiát támogatja, miszerint két ember egyesülése által egy közös lélek jön létre.
Joshu rabbi szerint Éva teremtése: "Isten alaposan átgondolta, hogy melyik testrészből teremtse az asszonyt, és eképpen érvelt: nem szabad őt Ádám fejéből teremtenem, mert akkor egy büszke személy lenne és magasan hordaná az ő fejét. Ha a szemből teremtem őt, akkor mindenféle dologba bele szeretne kíváncsiskodni; ha a fülből, akkor mindent szeretne hallani; ha a szájból, akkor beszéde soha el nem állna; ha a szívből, akkor irigykedni fog az emberekre; ha a kézből, akkor mindenféle dologra vágyakozni fog; ha a lábból, akkor csavargó válik belőle. Ezért egy olyan testrészből fogom megalkotni őt, ami el van dugva, a bordából, amit akkor sem látni, ha az ember meztelen".
A Midrash és más zsidó források alapján vagy Káinnak volt egy ikerhúga, vagy pedig Ábelnek két ikerhúga, vagy Káinnak egy Lebuda nevű ikerhúga, vagy pedig Ábelnek egy Qelimath nevű ikerhúga. A tradicionális zsidó hagyományok szerint Éva az Ibrahimi mecsetben van eltemetve.

 A korai rabbinikus irodalomban azonban jelen vannak Éváról kevésbé pozitív feljegyzések is. A Rabbah 18:4 alapján Ádám hamar rájön arra, hogy Éva arra van rendelve, hogy örökös vitákat folytasson vele. Emellett olyan körülírások is szerepelnek az első nőről, amik eléggé rossz fényben tüntetik fel Évát, mint például az, hogy "kacérrá, pletykássá, féltékenykedésre hajlamossá, csavargóvá, hallgatózóvá, enyveskezűvé" vált. A 17. rész 8. versszaka szerint, amiért Ádám bordájából lett megteremtve, nem a földből, Ádám alárendeltségébe került és soha nem volt megelégedve semmivel. Végül pedig a legsúlyosabb jelzők és vádak ugyancsak a 17. rész 8. versszakában a következőképpen vannak leírva: 
Miért jelenhet meg egy férfi hajadonfőtt míg egy nőnek fedett fővel kell járnia? Úgy jár, mint aki valami rosszat tett és szégyelli magát az emberek előtt; ezért befedett fővel jár. Miért járnak [a nők] a holtak előtt [temetésen]? Azért, mert ők hozták a halált a világba, ezért járnak a holttestek előtt, [ahogyan meg van írva], "Ha kiviszik a temetőbe, sírdombja fölött őrködnek" (Jób 21:32). És a menstruáció (nidah)  törvénye miért lett neki szánva?  Azért mert kiontotta Ádám vérét [halált okozva], ezért a menstruáció terhét kapta meg. És a kovász  (ḥalah) törvénye miért lett neki szánva? Azért, mert megrontotta Ádámot, aki a föld kovásza volt, ezért kapta a kovász törvényét. És miért lett sabbathi fények (nerot shabat) törvénye neki szánva? Mert eloltotta Ádám lelkét, ezért kapta a sabbathi fények törvényét.
 Emellett a korai rabbinikus irodalom számos olyan esetet ír le, amelyben Évát különböző szexuális vétségekkel vádolják. Az 1Mózes 3:16 alapján "mégis vágyakozol férjed után", a rabbik úgy tartják, hogy kezelhetetlen szexuális vágyak hajtották (Rabbah 20:7) és folyamatosan Ádám csábításával próbálkozott. Habár emellett egy sokkal merészebb állítás is megtalálható számos zsidó vallásos műben (Rabbah 18:6, Sotah 9b, Shabat 14b-14a és 19a, Yevamot 103b és 'Avodah zarah 22b), mégpedig az miszerint Éva közösült az ősi kígyóval.

### Kereszténység
Néhány korai egyházatya a 2Kor 11:3-at és az 1Tim 2:13-14-et úgy interpretálták, hogy Pál a nőket csendességre és alárendeltségre való intése Éva a kígyó által tőrbe csalt cselekményei miatt jelentősek.
Tertullianus a korai 2. században női hallgatóinak azt mondta, hogy ők "a gonosz kapui" és ezt azzal folytatta, hogy minden nő felelős a Krisztus haláláért.
Elaine Pagels szerint Hippói Szent Ágoston Éva bűnét arra használta, hogy a bukás után az emberiségben okozott sebet fedezni tudja, amiből később a katolikus egyház eredendő bűn dogmája származik.
Éva, a keresztény művészetben, leggyakrabban Ádám kísértőjeként jelenik meg, és gyakran a reneszánsz idején keletkezett művekben a kígyó arca Éváéval hasonlóképpen van ábrázolva. Személyét a görög-római mitológiában szereplő Pandorával is összefüggésbe szokták hozni.
Számos keresztény úgy tartja, hogy a monogámia Ádám és Éva történetében példahatású, mivel egy nő lett egy férfi számára teremtve. A tény pedig, miszerint Ádám oldalából lett megteremtve, nem csak a házastársi szerepet támasztja alá, hanem azt a szoros köteléket is, ami férj és feleség között tud csak létre jönni.

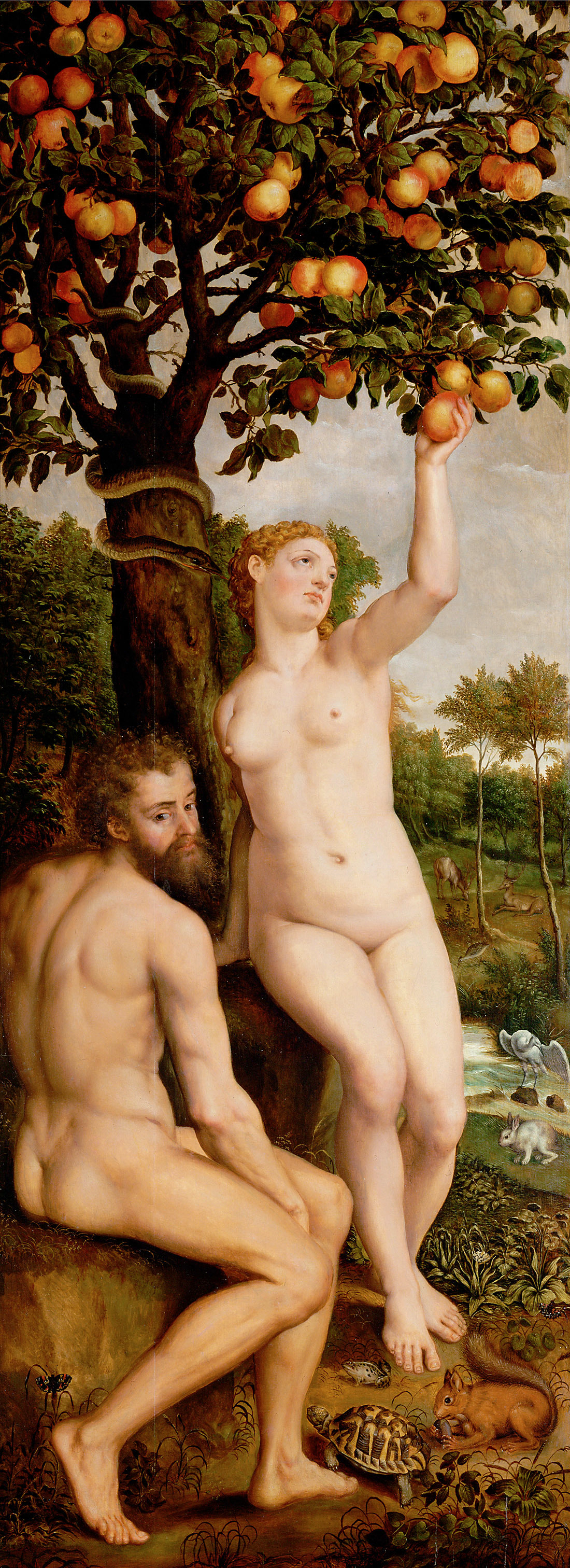
Eredendő bűn, Michiel Coxie
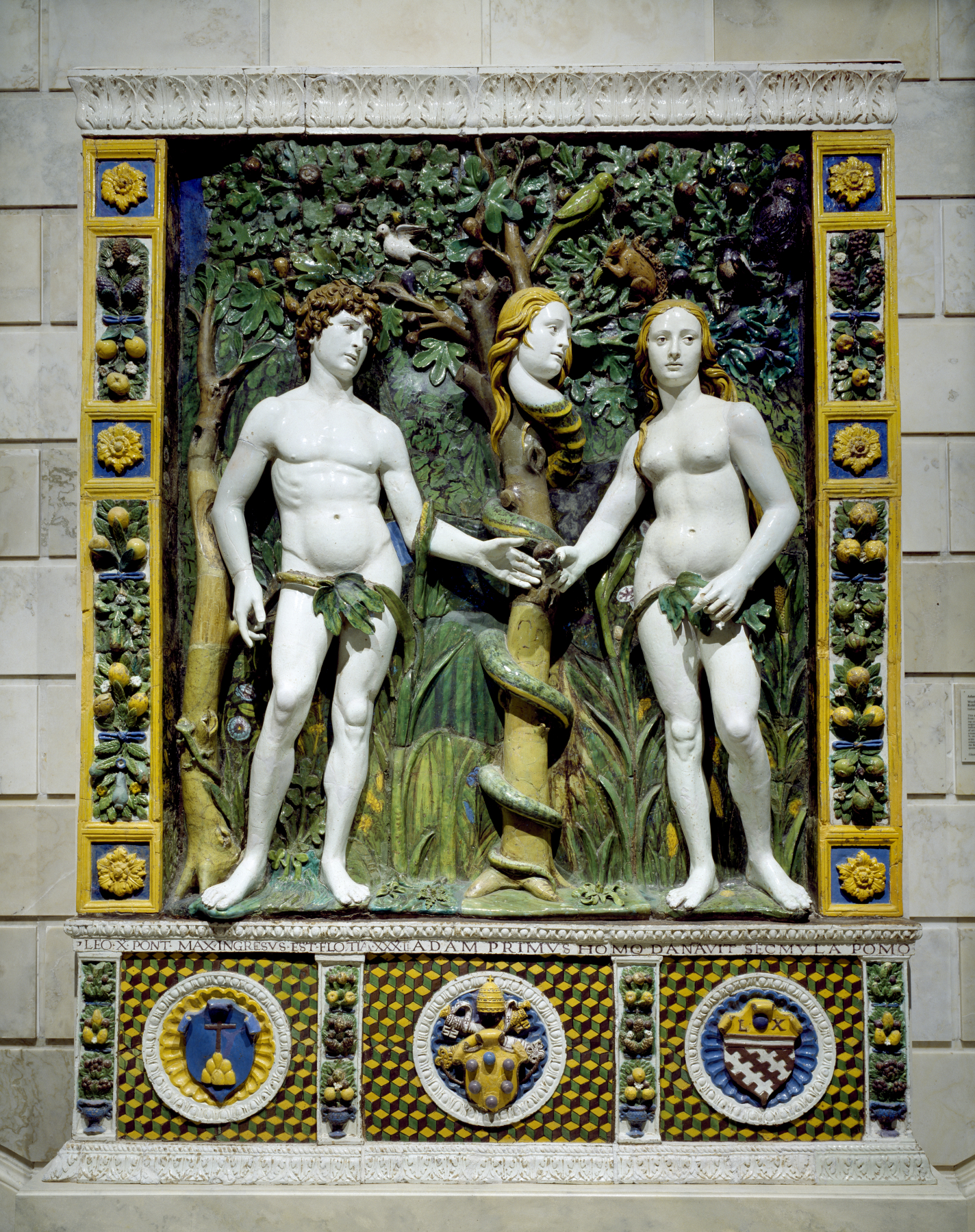
Ezen a műn a kígyónak az arca, Éva arcát tükrözi .

### Gnoszticizmus
A gnoszticizmusban Évát gyakran a legfontosabb női példaképnek tekintik. Személye egyenlő Szófia (Bölcsesség), és más forrásokban Zoé személyével (Élet).

### Iszlám

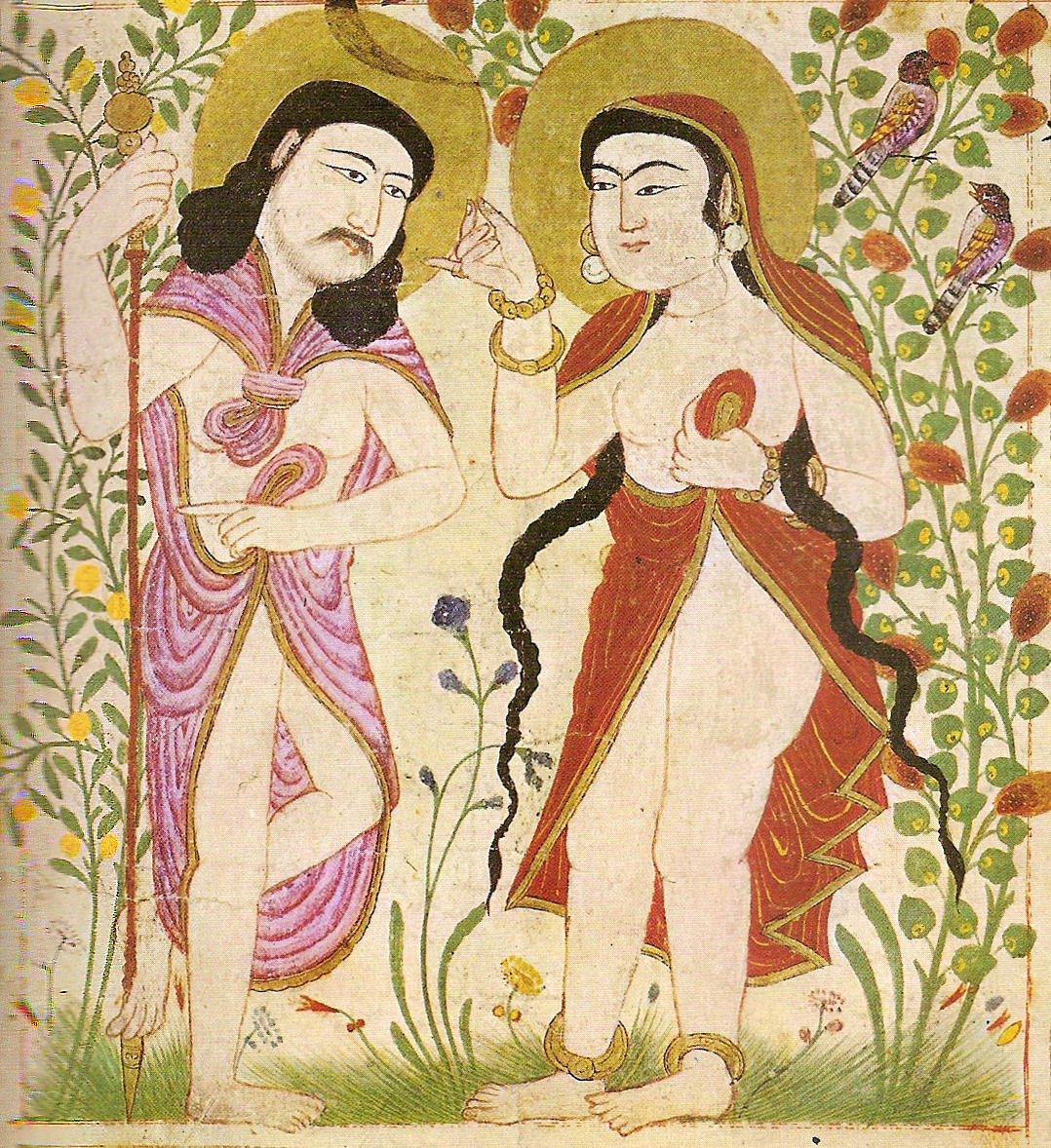
Manafi al-Hayawan (A hasznos állatok) festménye Ádámot és Évát ábrázolja. Maragheh, Irán 1294–99

Ádám házastársa a Koránban több helyen is meg van említve, 2. Sura 30-39 versei, 7. Sura 11-25 versei, 15. Sura 26-42 versei, 17. Sura 61-65 versei, 18. Sura 50-51 versei, 20. Sura 110-124 versei és a 38. Sura 71-85 verseiben is, de az "Éva név (arabul: حواء, Ḥawwā’) egyszer sem jelenik meg. Éva neve csak a hadíszban van jelen.
Ádám és Éva iszlám szövegekben, amelyek magukban foglalják a Koránt és a Szunnát, hasonlóak, de különböznek a Tóra és a Biblia személyeitől. A Korán egyik része alapján Isten egy lelket teremtett, amiből később az ő társát alkotta, és az ő lelkeikből pedig a számtalan férfit és nőt az egész világon (Sural Al-Nisa 4:1). Ámde olyan részek is vannak, ahol azt olvashatjuk, hogy az asszony a "bordából" lett teremtve (Sahih Bukhari 4:55:548), Sahih Bukhari 7:62:114, Sahih Muszlim 8:3467, Sahih Muszlim 8:3466). Évát nem hibáztatják amiért tőrbe csalta Ádámot (az eredendő bűnt sem tanítják), hanem a Korán tanítása alapján "mindketten ettek belőle" és ezért mindketten ugyanolyan felelősek (Korán 20:121:122).
Később hadithok szerint (Abu Hurairah elbeszélései), amiknek valódiságuk megkérdőjelezhető, Mohamed Évát a női árulás megtestesítőjeként jellemzi. Hasonló feljegyzések a prófétai Sahih Muszlimban is megtalálhatóak.

### Bahá'í hit
A Bahá'í hittanítása a lélek jelképeként írja le, mivel természetfölötti, isteni titkokat rejt magában. Tanításaik szerint Éva a korábbi ábrahámi vallásokban csak metaforikus jellegű személy.

## Fordítás
- Ez a szócikk részben vagy egészben  az   Eve című angol Wikipédia-szócikk fordításán alapul.  Az eredeti cikk szerkesztőit annak laptörténete sorolja fel. Ez a jelzés csupán a megfogalmazás eredetét és a szerzői jogokat jelzi, nem szolgál a cikkben szereplő információk forrásmegjelöléseként.

## Bibliográfia
- Alter, Robert. The Five Books of Moses. New York: W. W. Norton (2004). ISBN 0-393-33393-0 A translation with commentary.
- Flood, John (2010). Representations of Eve in Antiquity and the English Middle Ages. Routledge.
- Hastings, James. Encyclopedia of Religion and Ethics, Part 10. Kessinger Publishing (2003. augusztus 16.). ISBN 978-0-7661-3682-3
- Hugenberger, G.P..szerk.: Bromiley: Rib, The International Standard Bible Encyclopedia, Volume 4. Eerdmans (1988. augusztus 16.). ISBN 9780802837844
- Jacobs, Mignon R.. Gender, Power, and Persuasion: The Genesis Narratives and Contemporary Perspectives. Baker Academic (2007)
- Mathews, K. A.. Genesis 1–11:26. B&H Publishing Group (1996). ISBN 9780805401011
- Norris, Pamela (1998). The Story of Eve. MacMillan Books.
- Pagels, Elaine (1989). Adam, Eve and the Serpent. Vintage Books.
- Paulinus Minorita. Compendium. [full citation needed]
- Tumanov, Vladimir (2011). "Mary versus Eve: Paternal Uncertainty and the Christian View of Women". Neophilologus: International Journal of Modern and Mediaeval Language and Literature Archiválva 2013. június 19-i dátummal a Wayback Machine-ben 95.4: 507–521.
- Turner, Laurence A.. Genesis, 2nd, Sheffield: Phoenix Press (2009). ISBN 9781906055653
- Womack, Mari. Symbols and Meaning: A Concise Introduction. AltaMira Press (2005). ISBN 978-0-7591-0322-1